# Kamelreiter

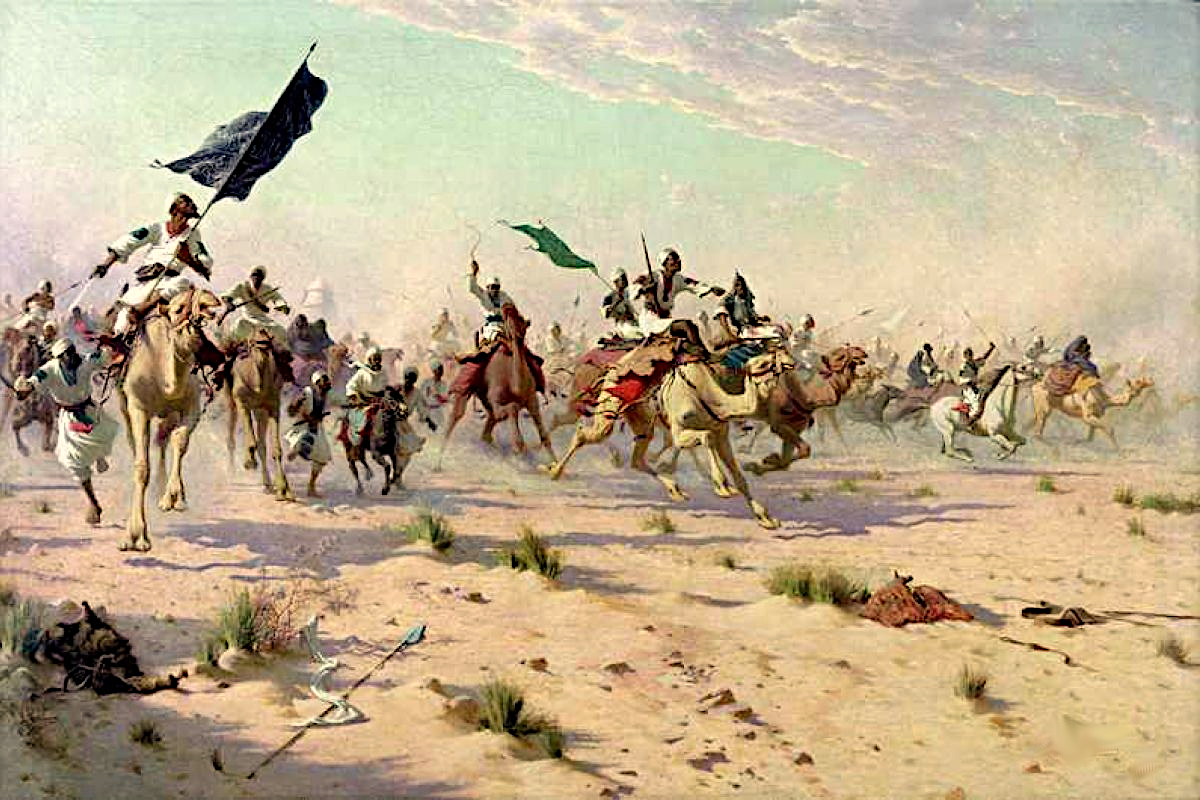
Kamelreiter der Mahdisten

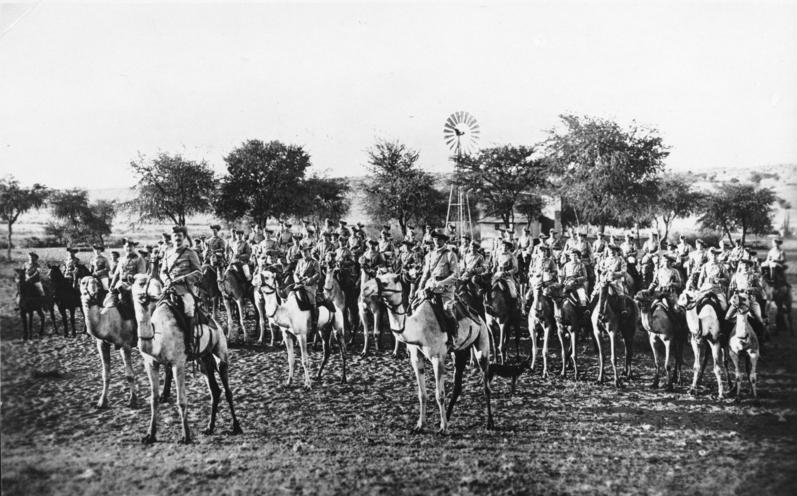
Deutsch-Südwestafrika
Hereroaufstand 1904 Kamelreiterkompanie der deutschen Schutztruppe

Kamelreiter waren eine militärische Truppe vor allem im Nahen Osten und in Afrika. Kamelreiter kämpften zunächst häufig aufgesessen wie Kavallerie, vor allem ab Ende des 19. Jahrhunderts bedingt durch die Waffenentwicklung meist abgesessen als berittene Infanterie. Auch in Kriegen des 20. Jahrhunderts wie dem Ersten und dem Zweiten Weltkrieg kamen sie zum Einsatz und sind es in einigen seltenen Fällen noch heute.

## Geschichte
Im Lauf der Geschichte waren Kamele (insbesondere Dromedare verschiedener Züchtungen) aufgrund ihrer positiven Eigenschaften wie Genügsamkeit und Verträglichkeit mit Pferden als Reittiere der Kavallerie und bei anderen Truppen geschätzt.
Die erste Erwähnung von Kamelreitern findet sich auf einer assyrischen Stele, die ein Kontingent von 1000 arabischen Kamelreitern in der Schlacht von Qarqar 853 v. Chr. erwähnt. Abbildungen solcher Kamelreiter finden sich auf Reliefs aus Nimrud aus der Zeit Assurbanipals (661-631 v. Chr.). Hier sitzen jeweils zwei mit Bögen bewaffnete Reiter auf einem Kamelhengst, der vordere scheint vor allem mit dessen Lenkung beschäftigt, während sich der hintere umwendet und auf die assyrischen Fußsoldaten schießt. Das Kamel trägt eine Art von Zügeln, wird aber, wie auch heute, mit einem Stock gelenkt. Mit Riemen um Brust und Schwanz ist eine Art Satteldecke befestigt.

## Historische Einsätze von Kamelreitern

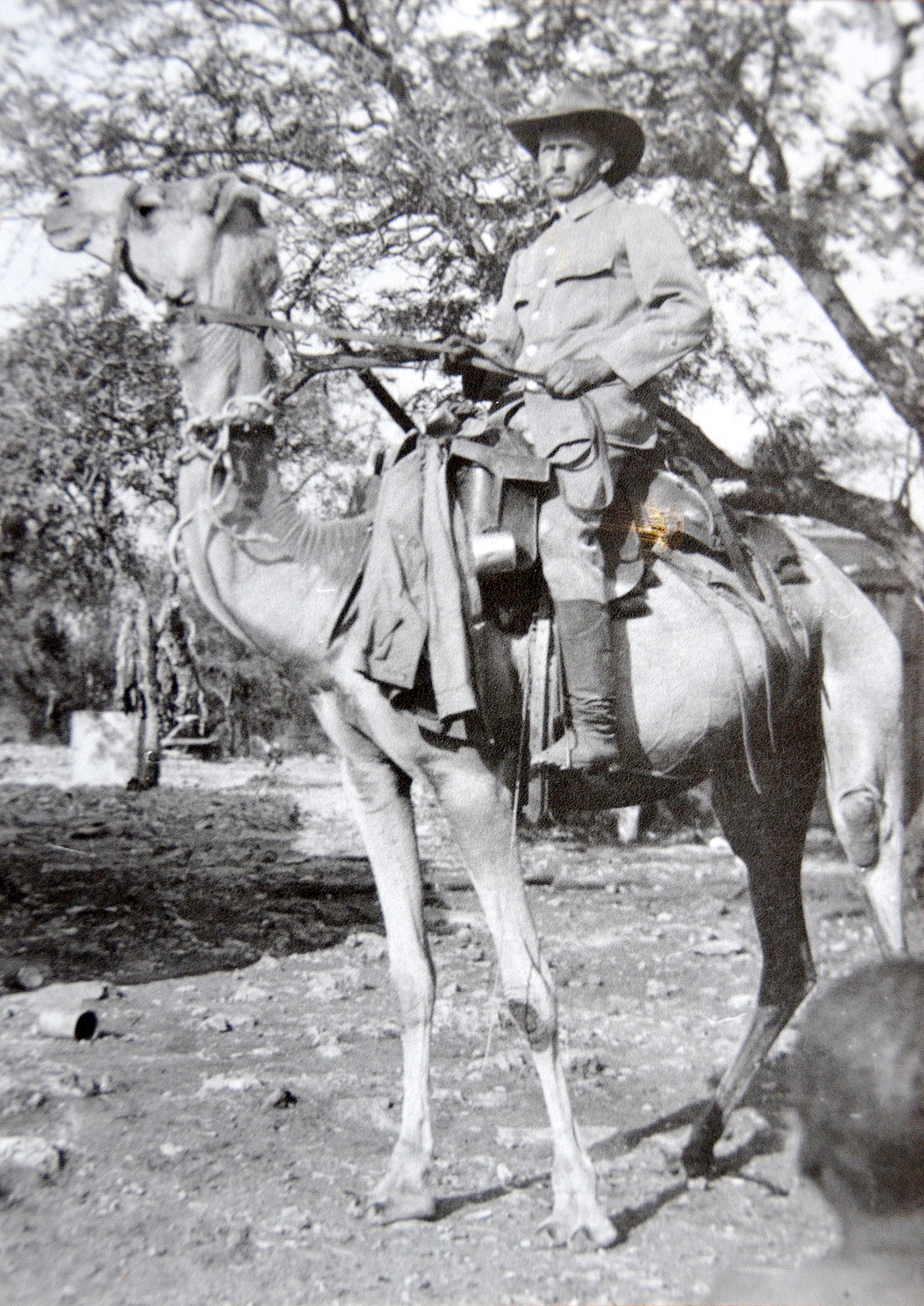
Gottlob Ludwig Haussmann, Kamelreiter der
Deutschen Schutztruppe in Deutsch-Südwestafrika

- Malichus I. schickte im Jahr 48 v. Chr. Kamelreiter nach Alexandria, um Julius Caesar zu unterstützen.
- Im Rahmen der ägyptischen Expedition brachte Jean-Baptiste Kléber im Jahr 1800 Kavallerieverbände mit Kamelen zum Einsatz.
- Eine besondere Truppe des kaiserlichen Deutschland bildeten die mit Dromedaren ausgestatteten „Kamelreiter“ der Schutztruppe in Deutsch-Südwestafrika, die 1904/07 unter dem Gouverneur Major Theodor Leutwein und dem Kommandeur der Schutztruppe Generalleutnant Lothar von Trotha aufgestellt wurden. Ihren Kern bildeten schließlich die 7. und 8. Kompanie der Schutztruppe, die am Rand der Kalahari (in Gochas am Auob und Arahoab am Nossob) ihre Standorte hatten und wie die anderen Schutztruppenkompanien als berittene Infanterie kämpften. Außerdem waren die 3. Batterie und Versorgungstruppenteile mit Dromedaren beritten. Diese Truppen wurden im Rahmen des Aufstands der Herero und Nama eingesetzt.[2] Gestüte bestanden in Kesslersbrunn und Kalkfontein. Durch die rechtliche Sonderstellung der Schutztruppen gehörten sie nicht zum Reichsheer, sondern waren direkt dem Deutschen Kaiser unterstellt.

- Das U.S. Camel Corps wurde nur kurze Zeit in Amerika eingesetzt.
- Die Ichwan stellten 1910 Kavallerieverbände mit Kamelen auf.
- Die Briten unterhielten verschiedene Kamel-Truppen: das Camel Corps während Gordon Relief Expedition 1884/85 im Sudan, das Imperial Camel Corps (im Ersten Weltkrieg), das indische Bikaner Camel Corps (im Ersten und Zweiten Weltkrieg), das Somaliland Camel Corps und Sudan Camel Corps (genannt Hajana). Aber auch gegen die Briten wurden Kameltruppen eingesetzt, wie die Zumbooruck im Nahen Osten und in den Sikh-Kriegen.
- Die französische Fremdenlegion hatte auch nach dem Zweiten Weltkrieg noch Kamelreiter die als Méharistes (in den Compagnies méharistes sahariennes) bezeichnet wurden.
- Die Spanier setzten in der heutigen Westsahara die sogenannten Tropas Nómadas (Nomadentruppen) ein

## Aktuelle Verwendung von Kamelen bei (Para-)Militär und Polizei

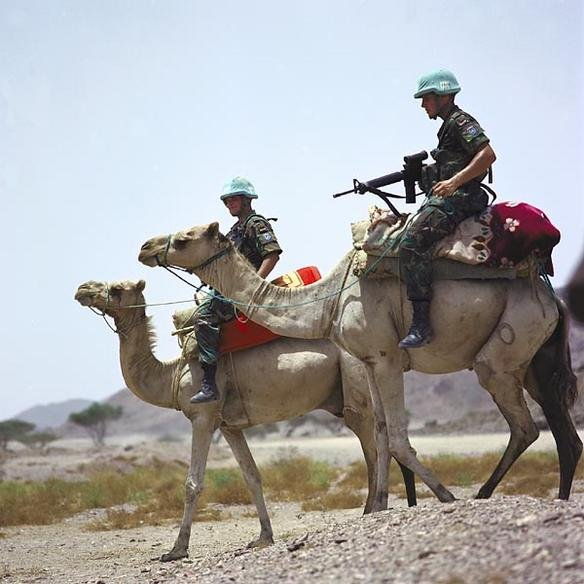
Einsatz bei der United Nations Mission in Äthiopien und Eritrea (UNMEE)

Dromedare werden noch heute eingesetzt, wie zum Beispiel bei den UN-Friedenstruppen (UNMEE) in Äthiopien und Eritrea. Auch die im Wadi Rum stationierte jordanische Wüstenpolizei benutzt neben Geländefahrzeugen auch Kamele. Die Mauretanische Armee unterhält heute noch zwei Bataillone Kamelreiter.
In Jodhpur/Rajasthan ist ein mit Kamelen berittenes Regiment als Teil der indischen Border Security Force stationiert.
Im Rahmen der seit den 1990er-Jahren praktizierten Baltagiya-Taktik griffen die ägyptischen Sicherheitskräfte unter Mubarak bei der versuchten Niederschlagung der Proteste 2011 auf Kamelreiter zurück.
Weite Teile der ehemaligen Dschandschawid bestanden aus Kamelreitern. Seit 2013 unterstehen diese Reiterverbände den Rapid Support Forces.

## Verweise